# پیتر گالیسون

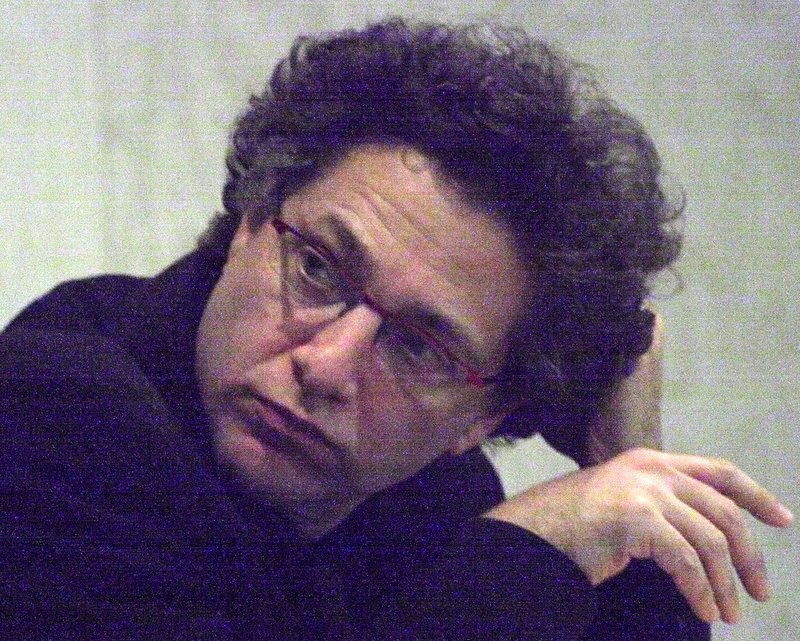

پیتر لوئی گالیسون (به انگلیسی: Peter Galison) استاد تاریخ علم و فیزیک دانشگاه هاروارد است. او مدرک پی‌اچ‌دی خود را در سال ۱۹۸۳ در فیزیک و تاریخ علم با هم از دانشگاه هاروارد دریافت کرد. او همچنین نویسندهٔ کتاب‌هایی در بارهٔ تاریخ علم است که در بین آنها می‌توان از امپراتوریِ زمان: ساعت‌های اینشتین و نقشه‌های پوانکره نام برد.